# Ivan Ceces
Ivan Ceces (grč. Ιωάννης Τζέτζης, latinizirano: Ioannes Tzetzes), je bio bizantski književnik i gramatičar iz Carigrada.
Njegovo najpoznatije djelo od 12.674 stiha je Knjiga povijesti (grč. Βίβλος ἱστοριῶν).

## Životopis
Rodio se između 1110. i 1112. godine kao sin jednog učitelja gramatike, a s majčine strane poticao je od jedne bogate obitelji podrijetlom iz današnje Gruzije. U mladosti je dobio svestrano obrazovanje. Prvo je obavljao neku vrstu sekretarskog posla u jednom makedonskom gradiću Beroji, ali je zbog nekog skandala izgubio to mjesto. Od 1139. godine živi u Carigradu, radeći prvo u carskoj birokraciji, a zatim se predajući poučavanju klasične filologije. 
Preminuo je između 1180. i 1185. godine.